# San Juan Evangelista, Veracruz
San Juan Evangelista är en ort i Mexiko.   Den ligger i kommunen San Juan Evangelista och delstaten Veracruz, i den sydöstra delen av landet, 500 km öster om huvudstaden Mexico City. San Juan Evangelista ligger 34 meter över havet och antalet invånare är 4 069.
Terrängen runt San Juan Evangelista är platt. Runt San Juan Evangelista är det ganska tätbefolkat, med 67 invånare per kvadratkilometer. Närmaste större samhälle är Sayula de Alemán, 18,9 km öster om San Juan Evangelista. Omgivningarna runt San Juan Evangelista är en mosaik av jordbruksmark och naturlig växtlighet.